# Terence Kongolo
Terence Kongolo (Fribourg, 1994. február 14. –) holland válogatott labdarúgó, a NAC Breda játékosa.

## Pályafutása

### Korai évek
Kongolo a Feyenoord ifiakadémiáján kezdte labdarúgói pályafutását 2009-ben és végigjárta az együttes ificsapatait.

### A felnőtt csapatban
Első tétmérkőzését a felnőtt csapatban 2012. április 14-én játszotta az SBV Excelsior ellen, csereként lépett pályára és 9 percet kapott. A következő, 2012-13-as idényben 5 mérkőzésen léphetett pályára a bajnokságban, ezeken összesen 255 játékperc jutott neki, viszont a holland labdarúgókupában is szerepet kapott két mérkőzésen és két gólt szerzett is, emellett a csapat színeiben nemzetközi kupa porondon is debütált a Bajnokok Ligája selejtezőkörében a Dinamo Kijiv elleni hazai 2-1-re elvesztett mérkőzésen, igaz csak 1 percet kapott csereként. A következő szezonban már 17 bajnokin szerepelt és ezeken 1 gólpasszt jegyzett. A 2014–15-ös idényben alapemberré vált csapatában, hiszen a 34 fordulóból 31-en szerepelt a bajnokságban, az előző évhez hasonlóan szintén 1 gólpasszt osztott ki, szerepeltetésével olyan játékosok szorultak ki a Feyenoord rendszeres kezdőjéből mint Khalid Boulahrouz vagy Joris Mathijsen. Ugyan a Bajnokok Ligája selejtezőjében csapata ismét alulmaradt, ezúttal a Beşiktaş csapata ellen szenvedtek vereséget mindkét meccsen, ezt a két mérkőzést Kongolo végig játszotta és egy gólpasszt itt is adott, az Európa-ligában is csapata alapembere volt, itt is adott egy gólpasszt. A következő idényben csapata nem szerepelt a nemzetközi kupák küzdelmeiben, a bajnokságban azonban továbbra is alapember maradt, azonban új poszton játszott, többnyire bal hátvédként szerepelt, a korábbi években inkább középhátvédként játszott. 29 bajnoki mérkőzésen 2 gólpasszt és 7 sárga lapot szerzett, a holland kupában pedig 6 mérkőzésen szerepelt, ezeken 1 gólpasszt és 1 sárga lapot gyűjtött, csapata a döntőben legyőzte az FC Utrecht-et, így megnyerték a kupát. Eddigi utolsó feyenoordi idényében csapata Johan Cruijff-kupa meccset játszhatott a szezon elején köszönhetően az előző szezon végén megnyert holland kupa győzelemnek, a csapat azonban a szuperkupa mérkőzésen 1-0 arányban alulmaradt a PSV Eindhoven csapatával szemben. A bajnokságban 23 mérkőzésen lépett pályára, ezeken 1 gólt szerzett. Az Európa-liga mérkőzésein is alapembernek számított, azonban az utolsó két csoportmérkőzést ki kellett hagynia sérülés miatt, csapata pedig a 3. helyen végzett a Fenerbahçe és a Manchester United mögött így nem jutott tovább.

### AzAS Monacoban
2017. július 3-án hivatalosan bejelentették hogy Kongolo a Ligue 1 friss bajnokcsapatánál, az AS Monaconál folytatja pályafutását. A Francia labdarúgó-szuperkupa meccsen kezdő volt a csapatában és 66 percet töltött a pályán, emellett 1-1 alkalommal kapott szerepet a Francia labdarúgókupában illetve a Porto ellen 5-2-re elveszített Bajnokok Ligája mérkőzéseken, ezeket végig is játszotta. Azonban a hercegségbeliek csapatában mindössze 3 bajnokin 257 percet kapott ősszel, így télen kölcsönadták a Premier Leaguebe frissen feljutó Huddersfield Town együtteséhez.

### Huddersfield Town
Új csapatában hamar kulcsember lett, a fél szezon alatt 13 bajnokin lépett pályára, illetve 4 FA Kupa mérkőzésen, csapatának pedig az előzetes várakozásokkal ellentétben sikerült bentmaradni a szezonvégén az angol labdarúgó elsőosztályban. 2018 júniusában pedig a klub hivatalosan bejelentette hogy klub rekordot jelentő összegért megvásárolja a holland védőt a Monacotól. A 2018–2019-es Premier League kiírásban megszerezte első gólját a Huddersfield mezében a 15. fordulóban a Bournemouth elleni 2-1-re elveszített találkozón. Csapata a szezon végén az utolsó, 20. helyen végzett a tabellán így kiesett a másodosztályba, a Championshipbe. Kongolo a nyáron maradt a csapatnál az új szezonra is, azonban a szezon első felében mindössze 11 bajnoki találkozón szerepelt, igaz ebben közre játszott egy sérülés is, ami miatt másfél hónapos kihagyásra kényszerült.

### Fulham
2020. január 17-én bejelentették, hogy kölcsönben a szintén Championshipben szereplő Fulham gárdájához kerül kölcsönben a szezon hátralévő részére. 2022 szeptember elején a francia Le Havrébe került kölcsön. 2023 szeptemberében kölcsönbe került az osztrák Rapid Wien csapatához.

### NAC Breda
2024. szeptember 2-án kétéves szerződést ír a NAC Breda csapatával.

### Válogatott
A holland labdarúgó válogatottban 2014. május 17-én debütált egy Ecuador elleni barátságos mérkőzésen. Első tétmérkőzésén a 2014-es VB-n lépett pályára a Chile elleni utolsó csoportmérkőzésen csereként.

## Statisztika
2020. január 17-i adatok.
| Klub teljesítmény | Klub teljesítmény | Klub teljesítmény | Bajnokság | Bajnokság | Kupa  | Kupa | Nemzetközi | Nemzetközi | Egyéb | Egyéb | Összesen | Összesen |
| Szezon            | Klub              | Bajnokság         | Mérk.     | Gól       | Mérk. | Gól  | Mérk.      | Gól        | Mérk. | Gól   | Mérk.    | Gól      |
| Hollandia         | Hollandia         | Hollandia         | Bajnokság | Bajnokság | Kupa  | Kupa | Európa     | Európa     | Egyéb | Egyéb | Összesen | Összesen |
| ----------------- | ----------------- | ----------------- | --------- | --------- | ----- | ---- | ---------- | ---------- | ----- | ----- | -------- | -------- |
| 2011–12           | Feyenoord         | Eredivisie        | 1         | 0         | 0     | 0    | –          | –          | –     | –     | 1        | 0        |
| 2012–13           | Feyenoord         | Eredivisie        | 5         | 0         | 2     | 2    | 1          | 0          | –     | –     | 8        | 2        |
| 2013–14           | Feyenoord         | Eredivisie        | 17        | 0         | 1     | 0    | 0          | 0          | –     | –     | 18       | 0        |
| 2014–15           | Feyenoord         | Eredivisie        | 31        | 0         | 1     | 0    | 11         | 0          | 2     | 0     | 45       | 0        |
| 2015–16           | Feyenoord         | Eredivisie        | 29        | 0         | 6     | 0    | –          | –          | –     | –     | 35       | 0        |
| 2016–17           | Feyenoord         | Eredivisie        | 23        | 1         | 3     | 0    | 4          | 0          | 1     | 0     | 32       | 1        |
| Összesen          | Hollandia         | Hollandia         | 102       | 1         | 13    | 2    | 16         | 0          | 3     | 0     | 134      | 3        |
| 2017–18           | Monaco            | Ligue 1           | 3         | 0         | 1     | 0    | 1          | 0          | 1     |       | 6        | 0        |
| Összesen          | Franciaország     | Franciaország     | 3         | 0         | 1     | 0    | 1          | 0          | 1     | 0     | 6        | 0        |
| 2017–18           | Huddersfield Town | Premier League    | 13        | 0         | 4     | 0    | –          | –          | –     | –     | 17       | 0        |
| 2018–19           | Huddersfield Town | Premier League    | 32        | 1         | 0     | 0    | –          | –          | –     | –     | 32       | 1        |
| 2019–20           | Huddersfield Town | Championship      | 11        | 0         | 0     | 0    | –          | –          | –     | –     | 11       | 0        |
| 2019–20           | Fulham            | Championship      | 0         | 0         | 0     | 0    | –          | –          | –     | –     | 0        | 0        |
| Összesen          | Anglia            | Anglia            | 56        | 1         | 4     | 0    | 0          | 0          | 0     | 0     | 60       | 1        |
| Karrier összesen  | Karrier összesen  | Karrier összesen  | 161       | 2         | 18    | 2    | 17         | 0          | 4     | 0     | 200      | 4        |

## Sikerei, díjai
- Feyenoord
  - Holland bajnok: 2016–17
  - Holland kupa: 2015–16

## Fordítás
Ez a szócikk részben vagy egészben  a   Terence Kongolo című angol Wikipédia-szócikk fordításán alapul.  Az eredeti cikk szerkesztőit annak laptörténete sorolja fel. Ez a jelzés csupán a megfogalmazás eredetét és a szerzői jogokat jelzi, nem szolgál a cikkben szereplő információk forrásmegjelöléseként.